# 119248 Corbally
119248 Corbally este o planetă minoră (asteroid) din centura de asteroizi. A fost descoperită pe 10 septembrie 2001 la Goodricke-Pigott Observatory⁠(d) de Roy A. Tucker⁠(d). 
Obiectul prezintă o orbită caracterizată de o semiaxă mare de 2,4584686309724 UAi, o excentricitate de 0,27379599522977, o înclinație de 7,9532477116375 ° în raport cu ecliptica.